# Llei de les proporcions recíproques

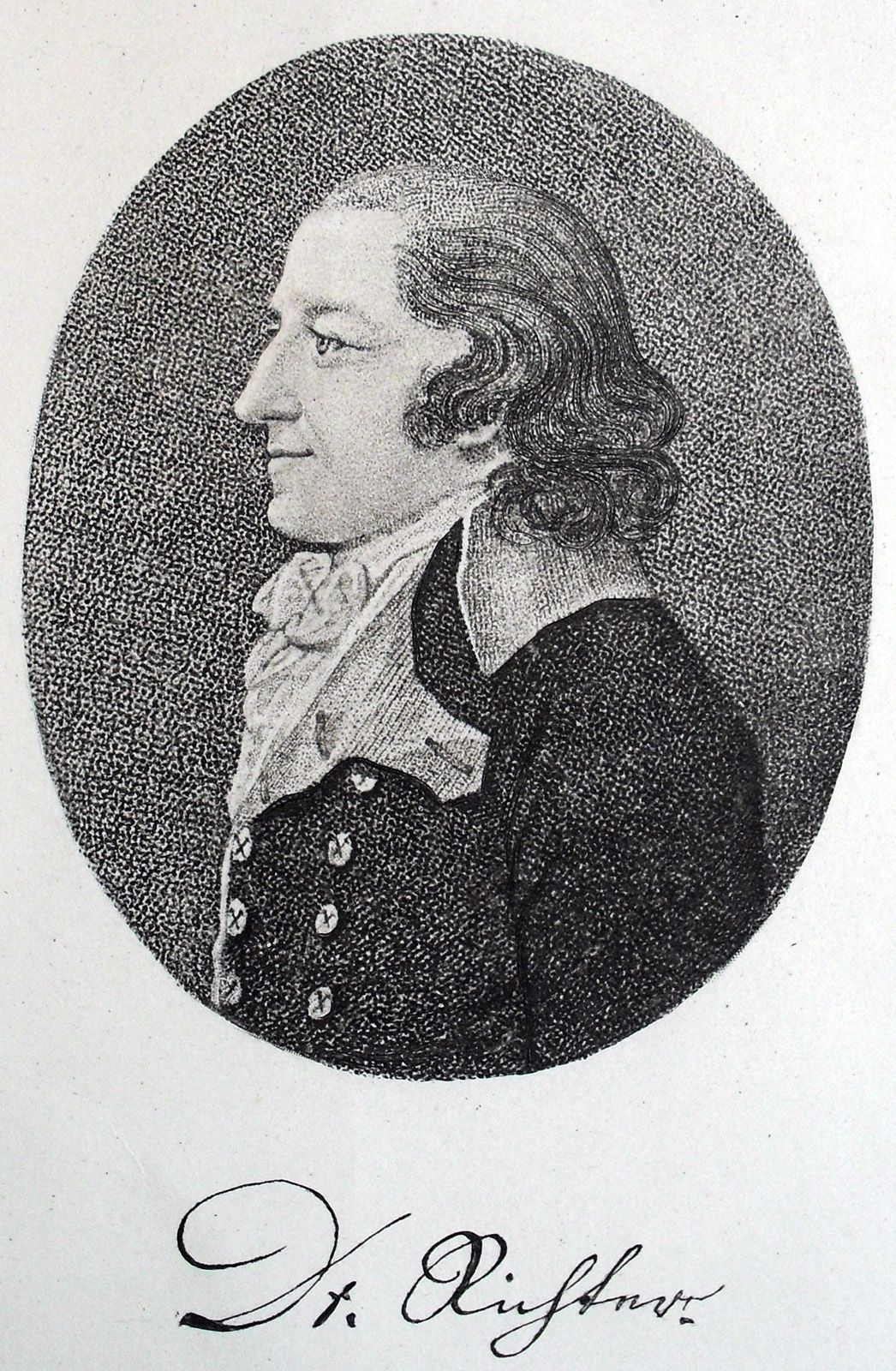
Jeremias Benjamin Richter

La llei de les proporcions recíproques o equivalents o llei de Richter és una llei ponderal de la química, enunciada cap al 1792 pel químic alemany Jeremias Benjamin Richter, segons la qual les masses d'elements diferents que es combinen amb una mateixa massa d'un element donat són les masses relatives d'aquells elements quan es combinen entre si, o bé múltiples o submúltiples d'aquestes masses.
Jeremias B. Richter (1762-1807), fundador de l'estequiometria, arribà a aquesta llei en el decurs de la seva recerca sobre les reaccions entre àcids i bases i ho publicà en dos llibres. Anys després dels treballs de Richter el químic suec Jöns Jacob Berzelius (1779-1848) realitzà una comprovació d'aquesta llei arribant a la conclusió que era certa i la formulà així com es coneix actualment.
| Compost                      | O     | Cl    | P     |
| ---------------------------- | ----- | ----- | ----- |
| {\displaystyle {\ce {OCl2}}} | 1,000 | 4,432 | 0     |
| {\displaystyle {\ce {P2O3}}} | 1,000 | 0     | 1,291 |
| {\displaystyle {\ce {PCl3}}} | 0     | 4,432 | 1,291 |

Per clarificar-ho hom pot posar un exemple amb els compostos d'oxigen amb el clor i amb el fòsfor. Existeixen, entre d'altres, el diclorur d'oxigen, {\displaystyle {\ce {OCl_2}}}, i el triòxid de difòsfor, {\displaystyle {\ce {P_{2}O_3}}}. Les masses de Cl i de P per cada gram d'oxigen en els seus respectius composts és 4,432 g Cl/g O i 1,291 g P/g O, d'on s'obté una relació de 4,432/1,291 = 3,43 g Cl/g P. Si ara es combinen el clor i el fòsfor entre si s'obté el triclorur de fòsfor, {\displaystyle {\ce {PCl_3}}} on la relació de masses és 3,43 g Cl/g P igual que l'expressada abans.